# Liège-Bastogne-Liège 2021
Liège-Bastogne-Liège 2021 var den 107. udgave af det belgiske monument og ardennerklassiker Liège-Bastogne-Liège. Det 259 km lange linjeløb med over 4.200 højdemeter blev kørt den 25. april 2021 med start og mål i Liège i den østlige del af landet. Løbet var det sekstende arrangement på UCI World Tour 2021.
En gruppe på fem ryttere kom samlet til målstregen og her viste slovenske Tadej Pogačar fra UAE Team Emirates sig hurtigst. På de resterende podiepladser kom de to franske ryttere Julian Alaphilippe (Deceuninck-Quick Step) og David Gaudu (Groupama-FDJ) på henholdsvis anden- og tredjepladsen.

## Resultat
| \| Samlede stilling \| Samlede stilling \| Samlede stilling \| Samlede stilling \| Samlede stilling \| \| Rytter \| Rytter \| Hold \| Tid \| \| \| ---------------- \| --------------------- \| ---------------------- \| ---------------- \| ---------------- \| \| 1. \| Tadej Pogačar \| UAE Team Emirates \| 6t 39' 26" \| \| \| 2. \| Julian Alaphilippe \| Deceuninck-Quick Step \| + 0" \| \| \| 3. \| David Gaudu \| Groupama-FDJ \| + 0" \| \| \| 4. \| Alejandro Valverde \| Movistar Team \| + 0" \| \| \| 5. \| Michael Woods \| Israel Start-Up Nation \| + 0" \| \| \| 6. \| Marc Hirschi \| UAE Team Emirates \| + 7" \| \| \| 7. \| Tiesj Benoot \| Team DSM \| + 7" \| \| \| 8. \| Bauke Mollema \| Trek-Segafredo \| + 7" \| \| \| 9. \| Maximilian Schachmann \| Bora-Hansgrohe \| + 9" \| \| \| 10. \| Matej Mohorič \| Bahrain Victorious \| + 9" \| \| \| 11. \| Michał Kwiatkowski \| Ineos Grenadiers \| + 9" \| \| \| 12. \| Jakob Fuglsang \| Astana-Premier Tech \| + 9" \| \| \| 13. \| Primož Roglič \| Jumbo-Visma \| + 9" \| \| \| 14. \| Esteban Chaves \| BikeExchange \| + 9" \| \| \| 15. \| Guillaume Martin \| Cofidis \| + 9" \| \| \| 16. \| Davide Formolo \| UAE Team Emirates \| + 9" \| \| \| 17. \| Jack Haig \| Bahrain Victorious \| + 12" \| \| \| 18. \| Adam Yates \| Ineos Grenadiers \| + 37" \| \| \| 19. \| Michael Matthews \| BikeExchange \| + 1' 21" \| \| \| 20. \| Patrick Konrad \| Bora-Hansgrohe \| + 1' 21" \| \| |                       |                        |            |
| |                       |                        |            |
| Kilde: ProCyclingStats |                       |                        |            |
| Samlede stilling |                       |                        |            |
| Rytter | Rytter                | Hold                   | Tid        |
| 1. | Tadej Pogačar         | UAE Team Emirates      | 6t 39' 26" |
| 2. | Julian Alaphilippe    | Deceuninck-Quick Step  | + 0"       |
| 3. | David Gaudu           | Groupama-FDJ           | + 0"       |
| 4. | Alejandro Valverde    | Movistar Team          | + 0"       |
| 5. | Michael Woods         | Israel Start-Up Nation | + 0"       |
| 6. | Marc Hirschi          | UAE Team Emirates      | + 7"       |
| 7. | Tiesj Benoot          | Team DSM               | + 7"       |
| 8. | Bauke Mollema         | Trek-Segafredo         | + 7"       |
| 9. | Maximilian Schachmann | Bora-Hansgrohe         | + 9"       |
| 10. | Matej Mohorič         | Bahrain Victorious     | + 9"       |
| 11. | Michał Kwiatkowski    | Ineos Grenadiers       | + 9"       |
| 12. | Jakob Fuglsang        | Astana-Premier Tech    | + 9"       |
| 13. | Primož Roglič         | Jumbo-Visma            | + 9"       |
| 14. | Esteban Chaves        | BikeExchange           | + 9"       |
| 15. | Guillaume Martin      | Cofidis                | + 9"       |
| 16. | Davide Formolo        | UAE Team Emirates      | + 9"       |
| 17. | Jack Haig             | Bahrain Victorious     | + 12"      |
| 18. | Adam Yates            | Ineos Grenadiers       | + 37"      |
| 19. | Michael Matthews      | BikeExchange           | + 1' 21"   |
| 20. | Patrick Konrad        | Bora-Hansgrohe         | + 1' 21"   |

## Hold og ryttere
| UCI WorldTeams (19)- AG2R Citroën Team - Astana-Premier Tech - Bahrain Victorious - Bora-Hansgrohe - Cofidis - Deceuninck-Quick Step - EF Education-Nippo - Groupama-FDJ - Ineos Grenadiers - Intermarché-Wanty-Gobert Matériaux - Israel Start-Up Nation - Jumbo-Visma - Lotto Soudal - Movistar Team - Team BikeExchange - Team DSM - Qhubeka Assos - Trek-Segafredo - UAE Team Emirates UCI ProTeams (6)- Alpecin-Fenix - Arkéa-Samsic - Bingoal Pauwels Sauces WB - Gazprom-RusVelo - Sport Vlaanderen-Baloise - Total Direct Énergie |
| |

### Danske ryttere
| Danske ryttere på startlisten |                         |                       |           |
| Rygnummer                     | Rytter                  | Hold                  | Placering |
| 7                             | Jonas Vingegaard        | Team Jumbo-Visma      | 28        |
| 34                            | Mikkel Frølich Honoré   | Deceuninck-Quick Step | 50        |
| 56                            | Michael Valgren         | EF Education-Nippo    | 58        |
| 124                           | Niklas Eg               | Trek-Segafredo        | 113       |
| 125                           | Alexander Kamp          | Trek-Segafredo        | 39        |
| 131                           | Jakob Fuglsang          | Astana-Premier Tech   | 12        |
| 164                           | Christopher Juul-Jensen | Team BikeExchange     | 73        |

* DNF = gennemførte ikke

### Startliste
| Jumbo-Visma TJV | Jumbo-Visma TJV                | Jumbo-Visma TJV |
| --------------- | ------------------------------ | --------------- |
| Nr.             | Rytter                         | Placering       |
| 1               | Primož Roglič (SLO) (landevej) | 13.             |
| 2               | Robert Gesink (NED)            | 47.             |
| 3               | Lennard Hofstede (NED)         | 142.            |
| 4               | Paul Martens (GER)             | DNF             |
| 5               | Sam Oomen (NED)                | 94.             |
| 6               | Christoph Pfingsten (GER)      | DNF             |
| 7               | Jonas Vingegaard (DEN)         | 28.             |

| UAE Team Emirates UAD | UAE Team Emirates UAD      | UAE Team Emirates UAD |
| --------------------- | -------------------------- | --------------------- |
| Nr.                   | Rytter                     | Placering             |
| 11                    | Tadej Pogačar (SLO)        | 1.                    |
| 12                    | Rui Costa (POR)            | 63.                   |
| 13                    | David de la Cruz (ESP)     | DNF                   |
| 14                    | Davide Formolo (ITA)       | 16.                   |
| 15                    | Marc Hirschi (SUI)         | 6.                    |
| 16                    | Vegard Stake Laengen (NOR) |                       |
| 17                    | Brandon McNulty (USA)      | DNF                   |

| Bahrain Victorious TBV | Bahrain Victorious TBV  | Bahrain Victorious TBV |
| ---------------------- | ----------------------- | ---------------------- |
| Nr.                    | Rytter                  | Placering              |
| 21                     | Wout Poels (NED)        | 109.                   |
| 22                     | Eros Capecchi (ITA)     | DNF                    |
| 23                     | Jack Haig (AUS)         | 17.                    |
| 24                     | Heinrich Haussler (AUS) | DNF                    |
| 25                     | Matej Mohorič (SLO)     | 10.                    |
| 26                     | Mark Padun (UKR)        | 79.                    |
| 27                     | Dylan Teuns (BEL)       | 34.                    |

| Deceuninck-Quick Step DQT | Deceuninck-Quick Step DQT           | Deceuninck-Quick Step DQT |
| ------------------------- | ----------------------------------- | ------------------------- |
| Nr.                       | Rytter                              | Placering                 |
| 31                        | Julian Alaphilippe (FRA) (landevej) | 2.                        |
| 32                        | João Almeida (POR)                  | 65.                       |
| 33                        | Dries Devenyns (BEL)                | DNF                       |
| 34                        | Mikkel Honoré (DEN)                 | 50.                       |
| 35                        | James Knox (GBR)                    | 33.                       |
| 36                        | Pieter Serry (BEL)                  | 138.                      |
| 37                        | Mauri Vansevenant (BEL)             | 80.                       |

| Movistar Team MOV | Movistar Team MOV        | Movistar Team MOV |
| ----------------- | ------------------------ | ----------------- |
| Nr.               | Rytter                   | Placering         |
| 41                | Alejandro Valverde (ESP) | 4.                |
| 42                | Jorge Arcas (ESP)        | 129.              |
| 43                | Matteo Jorgenson (USA)   | 56.               |
| 44                | Lluís Mas (ESP)          | DNF               |
| 45                | Enric Mas (ESP)          | 116.              |
| 46                | Gonzalo Serrano (ESP)    | 118.              |
| 47                | Carlos Verona (ESP)      | 71.               |

| EF Education-Nippo EFN | EF Education-Nippo EFN            | EF Education-Nippo EFN |
| ---------------------- | --------------------------------- | ---------------------- |
| Nr.                    | Rytter                            | Placering              |
| 51                     | Sergio Higuita (COL) (landevej)   | 31.                    |
| 52                     | Jonathan Caicedo (ECU) (landevej) | 107.                   |
| 53                     | Simon Carr (GBR)                  | 131.                   |
| 54                     | Lawson Craddock (USA)             | 139.                   |
| 55                     | Alex Howes (USA) (landevej)       | 99.                    |
| 56                     | Michael Valgren (DEN)             | 58.                    |
| 57                     | Hideto Nakane (JPN)               | DNF                    |

| Team DSM DSM | Team DSM DSM             | Team DSM DSM |
| ------------ | ------------------------ | ------------ |
| Nr.          | Rytter                   | Placering    |
| 61           | Tiesj Benoot (BEL)       | 7.           |
| 62           | Nikias Arndt (GER)       | 98.          |
| 63           | Mark Donovan (GBR)       | 38.          |
| 64           | Chris Hamilton (AUS)     | 69.          |
| 65           | Andreas Leknessund (NOR) | DNF          |
| 66           | Martijn Tusveld (NED)    | 49.          |
| 67           | Kevin Vermaerke (USA)    | 140.         |

| Arkéa-Samsic ARK | Arkéa-Samsic ARK         | Arkéa-Samsic ARK |
| ---------------- | ------------------------ | ---------------- |
| Nr.              | Rytter                   | Placering        |
| 71               | Warren Barguil (FRA)     | 26.              |
| 72               | Thibault Guernalec (FRA) | 137.             |
| 73               | Kévin Ledanois (FRA)     | 114.             |
| 74               | Łukasz Owsian (POL)      | 82.              |
| 75               | Laurent Pichon (FRA)     | 43.              |
| 76               | Alan Riou (FRA)          | 133.             |
| 77               | Diego Rosa (ITA)         | 52.              |

| Ineos Grenadiers IGD | Ineos Grenadiers IGD     | Ineos Grenadiers IGD |
| -------------------- | ------------------------ | -------------------- |
| Nr.                  | Rytter                   | Placering            |
| 81                   | Richard Carapaz (ECU)    | DQ                   |
| 82                   | Eddie Dunbar (IRL)       | 124.                 |
| 83                   | Tao Geoghegan Hart (GBR) | 35.                  |
| 84                   | Michał Gołaś (POL)       | 135.                 |
| 85                   | Michał Kwiatkowski (POL) | 11.                  |
| 86                   | Luke Rowe (GBR)          | 134.                 |
| 87                   | Adam Yates (GBR)         | 18.                  |

| Israel Start-Up Nation ISN | Israel Start-Up Nation ISN      | Israel Start-Up Nation ISN |
| -------------------------- | ------------------------------- | -------------------------- |
| Nr.                        | Rytter                          | Placering                  |
| 91                         | Michael Woods (CAN)             | 5.                         |
| 92                         | Guillaume Boivin (CAN)          | DNF                        |
| 93                         | Omer Goldstein (ISR) (landevej) | 101.                       |
| 94                         | Reto Hollenstein (SUI)          | 120.                       |
| 95                         | Daryl Impey (RSA)               | 70.                        |
| 96                         | Krists Neilands (LAT)           | 25.                        |
| 97                         | Guy Sagiv (ISR)                 | DNF                        |

| Groupama-FDJ GFC | Groupama-FDJ GFC         | Groupama-FDJ GFC |
| ---------------- | ------------------------ | ---------------- |
| Nr.              | Rytter                   | Placering        |
| 101              | David Gaudu (FRA)        | 3.               |
| 102              | Bruno Armirail (FRA)     | DNF              |
| 103              | William Bonnet (FRA)     | DNF              |
| 104              | Matthieu Ladagnous (FRA) | 105.             |
| 105              | Valentin Madouas (FRA)   | 83.              |
| 106              | Rudy Molard (FRA)        | 62.              |
| 107              | Romain Seigle (FRA)      | 66.              |

| Cofidis COF | Cofidis COF            | Cofidis COF |
| ----------- | ---------------------- | ----------- |
| Nr.         | Rytter                 | Placering   |
| 111         | Guillaume Martin (FRA) | 15.         |
| 112         | Fernando Barceló (ESP) | 44.         |
| 113         | Rubén Fernández (ESP)  | 76.         |
| 114         | Simon Geschke (GER)    | 59.         |
| 115         | Jesús Herrada (ESP)    | 37.         |
| 116         | Anthony Perez (FRA)    | 96.         |
| 117         | Rémy Rochas (FRA)      | 143.        |

| Trek-Segafredo TFS | Trek-Segafredo TFS   | Trek-Segafredo TFS |
| ------------------ | -------------------- | ------------------ |
| Nr.                | Rytter               | Placering          |
| 121                | Bauke Mollema (NED)  | 8.                 |
| 122                | Julien Bernard (FRA) | 87.                |
| 123                | Nicola Conci (ITA)   | 45.                |
| 124                | Niklas Eg (DEN)      | 113.               |
| 125                | Alexander Kamp (DEN) | 39.                |
| 126                | Michel Ries (LUX)    | 130.               |
| 127                | Toms Skujiņš (LAT)   | 22.                |

| Astana-Premier Tech APT | Astana-Premier Tech APT            | Astana-Premier Tech APT |
| ----------------------- | ---------------------------------- | ----------------------- |
| Nr.                     | Rytter                             | Placering               |
| 131                     | Jakob Fuglsang (DEN)               | 12.                     |
| 132                     | Alex Aranburu (ESP)                | 21.                     |
| 133                     | Stefan de Bod (RSA)                | 100.                    |
| 134                     | Omar Fraile (ESP)                  | 30.                     |
| 135                     | Hugo Houle (CAN)                   | DNF                     |
| 136                     | Aleksej Lutsenko (KAZ) (landevej)  | 89.                     |
| 137                     | Luis León Sánchez (ESP) (landevej) | 67.                     |

| AG2R Citroën Team ACT | AG2R Citroën Team ACT        | AG2R Citroën Team ACT |
| --------------------- | ---------------------------- | --------------------- |
| Nr.                   | Rytter                       | Placering             |
| 141                   | Benoît Cosnefroy (FRA)       | 48.                   |
| 142                   | Tony Gallopin (FRA)          | DNF                   |
| 143                   | Dorian Godon (FRA)           | 86.                   |
| 144                   | Ben O'Connor (AUS)           | 108.                  |
| 145                   | Aurélien Paret-Peintre (FRA) | 23.                   |
| 146                   | Michael Schär (SUI)          | 119.                  |
| 147                   | Greg Van Avermaet (BEL)      | 40.                   |

| Bora-Hansgrohe BOH | Bora-Hansgrohe BOH          | Bora-Hansgrohe BOH |
| ------------------ | --------------------------- | ------------------ |
| Nr.                | Rytter                      | Placering          |
| 151                | Maximilian Schachmann (GER) | 9.                 |
| 152                | Cesare Benedetti (ITA)      | 115.               |
| 153                | Matteo Fabbro (ITA)         | 127.               |
| 154                | Wilco Kelderman (NED)       | 27.                |
| 155                | Patrick Konrad (AUT)        | 20.                |
| 156                | Ide Schelling (NED)         | 55.                |
| 157                | Andreas Schillinger (GER)   | DNF                |

| BikeExchange BEX | BikeExchange BEX              | BikeExchange BEX |
| ---------------- | ----------------------------- | ---------------- |
| Nr.              | Rytter                        | Placering        |
| 161              | Esteban Chaves (COL)          | 14.              |
| 162              | Brent Bookwalter (USA)        | 104.             |
| 163              | Lucas Hamilton (AUS)          | 74.              |
| 164              | Christopher Juul-Jensen (DEN) | 73.              |
| 165              | Tanel Kangert (EST)           | 112.             |
| 166              | Michael Matthews (AUS)        | 19.              |
| 167              | Mikel Nieve (ESP)             | 75.              |

| Bingoal Pauwels Sauces WB BWB | Bingoal Pauwels Sauces WB BWB | Bingoal Pauwels Sauces WB BWB |
| ----------------------------- | ----------------------------- | ----------------------------- |
| Nr.                           | Rytter                        | Placering                     |
| 171                           | Jelle Vanendert (BEL)         | 72.                           |
| 172                           | Laurens Huys (BEL)            | 125.                          |
| 173                           | Rémy Mertz (BEL)              | 84.                           |
| 174                           | Kenny Molly (BEL)             | 122.                          |
| 175                           | Mathijs Paasschens (NED)      | 123.                          |
| 176                           | Joel Suter (SUI)              | DNF                           |
| 177                           | Luc Wirtgen (LUX)             | 46.                           |

| Intermarché-Wanty-Gobert Matériaux IWG | Intermarché-Wanty-Gobert Matériaux IWG | Intermarché-Wanty-Gobert Matériaux IWG |
| -------------------------------------- | -------------------------------------- | -------------------------------------- |
| Nr.                                    | Rytter                                 | Placering                              |
| 181                                    | Loïc Vliegen (BEL)                     | 92.                                    |
| 182                                    | Jan Bakelants (BEL)                    | 81.                                    |
| 183                                    | Ludwig De Winter (BEL)                 | DNF                                    |
| 184                                    | Quinten Hermans (BEL)                  | 36.                                    |
| 185                                    | Maurits Lammertink (NED)               | 106.                                   |
| 186                                    | Lorenzo Rota (ITA)                     | 42.                                    |
| 187                                    | Kevin Van Melsen (BEL)                 | DNF                                    |

| Total Direct Énergie TDE | Total Direct Énergie TDE | Total Direct Énergie TDE |
| ------------------------ | ------------------------ | ------------------------ |
| Nr.                      | Rytter                   | Placering                |
| 191                      | Pierre Latour (FRA)      | 78.                      |
| 192                      | Mathieu Burgaudeau (FRA) | 95.                      |
| 193                      | Fabien Doubey (FRA)      | 111.                     |
| 194                      | Valentin Ferron (FRA)    | 64.                      |
| 195                      | Marlon Gaillard (FRA)    | DNF                      |
| 196                      | Fabien Grellier (FRA)    | 121.                     |
| 197                      | Julien Simon (FRA)       | 41.                      |

| Alpecin-Fenix AFC | Alpecin-Fenix AFC       | Alpecin-Fenix AFC |
| ----------------- | ----------------------- | ----------------- |
| Nr.               | Rytter                  | Placering         |
| 201               | Louis Vervaeke (BEL)    | DNF               |
| 202               | Jimmy Janssens (BEL)    | 88.               |
| 203               | Xandro Meurisse (BEL)   | 117.              |
| 204               | Kristian Sbaragli (ITA) | 51.               |
| 205               | Ben Tulett (GBR)        | 54.               |
| 206               | Otto Vergaerde (BEL)    | DNF               |
| 207               | Philipp Walsleben (GER) | DNF               |

| Gazprom-RusVelo GAZ | Gazprom-RusVelo GAZ      | Gazprom-RusVelo GAZ |
| ------------------- | ------------------------ | ------------------- |
| Nr.                 | Rytter                   | Placering           |
| 211                 | Ilnur Sakarin (RUS)      | 53.                 |
| 212                 | Sergej Tjernetskij (RUS) | 90.                 |
| 213                 | Roman Kreuziger (CZE)    | DNF                 |
| 214                 | Petr Rikunov (RUS)       | DNF                 |
| 215                 | Jevgenij Sjalunov (RUS)  | DNF                 |
| 216                 | Dmitrij Strakhov (RUS)   | 144.                |
| 217                 | Simone Velasco (ITA)     | 97.                 |

| Lotto-Soudal LTS | Lotto-Soudal LTS         | Lotto-Soudal LTS |
| ---------------- | ------------------------ | ---------------- |
| Nr.              | Rytter                   | Placering        |
| 221              | Tim Wellens (BEL)        | 24.              |
| 222              | Philippe Gilbert (BEL)   | 102.             |
| 223              | Sébastien Grignard (BEL) | 141.             |
| 224              | Tomasz Marczyński (POL)  | 91.              |
| 225              | Sylvain Moniquet (BEL)   | 85.              |
| 226              | Tosh Van der Sande (BEL) | 146.             |
| 227              | Harm Vanhoucke (BEL)     | 68.              |

| Qhubeka Assos TQA | Qhubeka Assos TQA        | Qhubeka Assos TQA |
| ----------------- | ------------------------ | ----------------- |
| Nr.               | Rytter                   | Placering         |
| 231               | Domenico Pozzovivo (ITA) | 60.               |
| 232               | Sander Armée (BEL)       | 110.              |
| 233               | Fabio Aru (ITA)          | 61.               |
| 234               | Sean Bennett (USA)       | 145.              |
| 235               | Simon Clarke (AUS)       | 32.               |
| 236               | Sergio Henao (COL)       | 77.               |
| 237               | Robert Power (AUS)       | 57.               |

| Sport Vlaanderen-Baloise SVB | Sport Vlaanderen-Baloise SVB | Sport Vlaanderen-Baloise SVB |
| ---------------------------- | ---------------------------- | ---------------------------- |
| Nr.                          | Rytter                       | Placering                    |
| 241                          | Thomas Sprengers (BEL)       | 103.                         |
| 242                          | Ruben Apers (BEL)            | 136.                         |
| 243                          | Alex Colman (BEL)            | 147.                         |
| 244                          | Rune Herregodts (BEL)        | 126.                         |
| 245                          | Julian Mertens (BEL)         | 128.                         |
| 246                          | Aaron Van Poucke (BEL)       | 93.                          |
| 247                          | Aaron Verwilst (BEL)         | DNF                          |

| Jumbo-Visma TJV | Jumbo-Visma TJV                | Jumbo-Visma TJV |
| --------------- | ------------------------------ | --------------- |
| Nr.             | Rytter                         | Placering       |
| 1               | Primož Roglič (SLO) (landevej) | 13.             |
| 2               | Robert Gesink (NED)            | 47.             |
| 3               | Lennard Hofstede (NED)         | 142.            |
| 4               | Paul Martens (GER)             | DNF             |
| 5               | Sam Oomen (NED)                | 94.             |
| 6               | Christoph Pfingsten (GER)      | DNF             |
| 7               | Jonas Vingegaard (DEN)         | 28.             |

| UAE Team Emirates UAD | UAE Team Emirates UAD      | UAE Team Emirates UAD |
| --------------------- | -------------------------- | --------------------- |
| Nr.                   | Rytter                     | Placering             |
| 11                    | Tadej Pogačar (SLO)        | 1.                    |
| 12                    | Rui Costa (POR)            | 63.                   |
| 13                    | David de la Cruz (ESP)     | DNF                   |
| 14                    | Davide Formolo (ITA)       | 16.                   |
| 15                    | Marc Hirschi (SUI)         | 6.                    |
| 16                    | Vegard Stake Laengen (NOR) |                       |
| 17                    | Brandon McNulty (USA)      | DNF                   |

| Bahrain Victorious TBV | Bahrain Victorious TBV  | Bahrain Victorious TBV |
| ---------------------- | ----------------------- | ---------------------- |
| Nr.                    | Rytter                  | Placering              |
| 21                     | Wout Poels (NED)        | 109.                   |
| 22                     | Eros Capecchi (ITA)     | DNF                    |
| 23                     | Jack Haig (AUS)         | 17.                    |
| 24                     | Heinrich Haussler (AUS) | DNF                    |
| 25                     | Matej Mohorič (SLO)     | 10.                    |
| 26                     | Mark Padun (UKR)        | 79.                    |
| 27                     | Dylan Teuns (BEL)       | 34.                    |

| Deceuninck-Quick Step DQT | Deceuninck-Quick Step DQT           | Deceuninck-Quick Step DQT |
| ------------------------- | ----------------------------------- | ------------------------- |
| Nr.                       | Rytter                              | Placering                 |
| 31                        | Julian Alaphilippe (FRA) (landevej) | 2.                        |
| 32                        | João Almeida (POR)                  | 65.                       |
| 33                        | Dries Devenyns (BEL)                | DNF                       |
| 34                        | Mikkel Honoré (DEN)                 | 50.                       |
| 35                        | James Knox (GBR)                    | 33.                       |
| 36                        | Pieter Serry (BEL)                  | 138.                      |
| 37                        | Mauri Vansevenant (BEL)             | 80.                       |

| Movistar Team MOV | Movistar Team MOV        | Movistar Team MOV |
| ----------------- | ------------------------ | ----------------- |
| Nr.               | Rytter                   | Placering         |
| 41                | Alejandro Valverde (ESP) | 4.                |
| 42                | Jorge Arcas (ESP)        | 129.              |
| 43                | Matteo Jorgenson (USA)   | 56.               |
| 44                | Lluís Mas (ESP)          | DNF               |
| 45                | Enric Mas (ESP)          | 116.              |
| 46                | Gonzalo Serrano (ESP)    | 118.              |
| 47                | Carlos Verona (ESP)      | 71.               |

| EF Education-Nippo EFN | EF Education-Nippo EFN            | EF Education-Nippo EFN |
| ---------------------- | --------------------------------- | ---------------------- |
| Nr.                    | Rytter                            | Placering              |
| 51                     | Sergio Higuita (COL) (landevej)   | 31.                    |
| 52                     | Jonathan Caicedo (ECU) (landevej) | 107.                   |
| 53                     | Simon Carr (GBR)                  | 131.                   |
| 54                     | Lawson Craddock (USA)             | 139.                   |
| 55                     | Alex Howes (USA) (landevej)       | 99.                    |
| 56                     | Michael Valgren (DEN)             | 58.                    |
| 57                     | Hideto Nakane (JPN)               | DNF                    |

| Team DSM DSM | Team DSM DSM             | Team DSM DSM |
| ------------ | ------------------------ | ------------ |
| Nr.          | Rytter                   | Placering    |
| 61           | Tiesj Benoot (BEL)       | 7.           |
| 62           | Nikias Arndt (GER)       | 98.          |
| 63           | Mark Donovan (GBR)       | 38.          |
| 64           | Chris Hamilton (AUS)     | 69.          |
| 65           | Andreas Leknessund (NOR) | DNF          |
| 66           | Martijn Tusveld (NED)    | 49.          |
| 67           | Kevin Vermaerke (USA)    | 140.         |

| Arkéa-Samsic ARK | Arkéa-Samsic ARK         | Arkéa-Samsic ARK |
| ---------------- | ------------------------ | ---------------- |
| Nr.              | Rytter                   | Placering        |
| 71               | Warren Barguil (FRA)     | 26.              |
| 72               | Thibault Guernalec (FRA) | 137.             |
| 73               | Kévin Ledanois (FRA)     | 114.             |
| 74               | Łukasz Owsian (POL)      | 82.              |
| 75               | Laurent Pichon (FRA)     | 43.              |
| 76               | Alan Riou (FRA)          | 133.             |
| 77               | Diego Rosa (ITA)         | 52.              |

| Ineos Grenadiers IGD | Ineos Grenadiers IGD     | Ineos Grenadiers IGD |
| -------------------- | ------------------------ | -------------------- |
| Nr.                  | Rytter                   | Placering            |
| 81                   | Richard Carapaz (ECU)    | DQ                   |
| 82                   | Eddie Dunbar (IRL)       | 124.                 |
| 83                   | Tao Geoghegan Hart (GBR) | 35.                  |
| 84                   | Michał Gołaś (POL)       | 135.                 |
| 85                   | Michał Kwiatkowski (POL) | 11.                  |
| 86                   | Luke Rowe (GBR)          | 134.                 |
| 87                   | Adam Yates (GBR)         | 18.                  |

| Israel Start-Up Nation ISN | Israel Start-Up Nation ISN      | Israel Start-Up Nation ISN |
| -------------------------- | ------------------------------- | -------------------------- |
| Nr.                        | Rytter                          | Placering                  |
| 91                         | Michael Woods (CAN)             | 5.                         |
| 92                         | Guillaume Boivin (CAN)          | DNF                        |
| 93                         | Omer Goldstein (ISR) (landevej) | 101.                       |
| 94                         | Reto Hollenstein (SUI)          | 120.                       |
| 95                         | Daryl Impey (RSA)               | 70.                        |
| 96                         | Krists Neilands (LAT)           | 25.                        |
| 97                         | Guy Sagiv (ISR)                 | DNF                        |

| Groupama-FDJ GFC | Groupama-FDJ GFC         | Groupama-FDJ GFC |
| ---------------- | ------------------------ | ---------------- |
| Nr.              | Rytter                   | Placering        |
| 101              | David Gaudu (FRA)        | 3.               |
| 102              | Bruno Armirail (FRA)     | DNF              |
| 103              | William Bonnet (FRA)     | DNF              |
| 104              | Matthieu Ladagnous (FRA) | 105.             |
| 105              | Valentin Madouas (FRA)   | 83.              |
| 106              | Rudy Molard (FRA)        | 62.              |
| 107              | Romain Seigle (FRA)      | 66.              |

| Cofidis COF | Cofidis COF            | Cofidis COF |
| ----------- | ---------------------- | ----------- |
| Nr.         | Rytter                 | Placering   |
| 111         | Guillaume Martin (FRA) | 15.         |
| 112         | Fernando Barceló (ESP) | 44.         |
| 113         | Rubén Fernández (ESP)  | 76.         |
| 114         | Simon Geschke (GER)    | 59.         |
| 115         | Jesús Herrada (ESP)    | 37.         |
| 116         | Anthony Perez (FRA)    | 96.         |
| 117         | Rémy Rochas (FRA)      | 143.        |

| Trek-Segafredo TFS | Trek-Segafredo TFS   | Trek-Segafredo TFS |
| ------------------ | -------------------- | ------------------ |
| Nr.                | Rytter               | Placering          |
| 121                | Bauke Mollema (NED)  | 8.                 |
| 122                | Julien Bernard (FRA) | 87.                |
| 123                | Nicola Conci (ITA)   | 45.                |
| 124                | Niklas Eg (DEN)      | 113.               |
| 125                | Alexander Kamp (DEN) | 39.                |
| 126                | Michel Ries (LUX)    | 130.               |
| 127                | Toms Skujiņš (LAT)   | 22.                |

| Astana-Premier Tech APT | Astana-Premier Tech APT            | Astana-Premier Tech APT |
| ----------------------- | ---------------------------------- | ----------------------- |
| Nr.                     | Rytter                             | Placering               |
| 131                     | Jakob Fuglsang (DEN)               | 12.                     |
| 132                     | Alex Aranburu (ESP)                | 21.                     |
| 133                     | Stefan de Bod (RSA)                | 100.                    |
| 134                     | Omar Fraile (ESP)                  | 30.                     |
| 135                     | Hugo Houle (CAN)                   | DNF                     |
| 136                     | Aleksej Lutsenko (KAZ) (landevej)  | 89.                     |
| 137                     | Luis León Sánchez (ESP) (landevej) | 67.                     |

| AG2R Citroën Team ACT | AG2R Citroën Team ACT        | AG2R Citroën Team ACT |
| --------------------- | ---------------------------- | --------------------- |
| Nr.                   | Rytter                       | Placering             |
| 141                   | Benoît Cosnefroy (FRA)       | 48.                   |
| 142                   | Tony Gallopin (FRA)          | DNF                   |
| 143                   | Dorian Godon (FRA)           | 86.                   |
| 144                   | Ben O'Connor (AUS)           | 108.                  |
| 145                   | Aurélien Paret-Peintre (FRA) | 23.                   |
| 146                   | Michael Schär (SUI)          | 119.                  |
| 147                   | Greg Van Avermaet (BEL)      | 40.                   |

| Bora-Hansgrohe BOH | Bora-Hansgrohe BOH          | Bora-Hansgrohe BOH |
| ------------------ | --------------------------- | ------------------ |
| Nr.                | Rytter                      | Placering          |
| 151                | Maximilian Schachmann (GER) | 9.                 |
| 152                | Cesare Benedetti (ITA)      | 115.               |
| 153                | Matteo Fabbro (ITA)         | 127.               |
| 154                | Wilco Kelderman (NED)       | 27.                |
| 155                | Patrick Konrad (AUT)        | 20.                |
| 156                | Ide Schelling (NED)         | 55.                |
| 157                | Andreas Schillinger (GER)   | DNF                |

| BikeExchange BEX | BikeExchange BEX              | BikeExchange BEX |
| ---------------- | ----------------------------- | ---------------- |
| Nr.              | Rytter                        | Placering        |
| 161              | Esteban Chaves (COL)          | 14.              |
| 162              | Brent Bookwalter (USA)        | 104.             |
| 163              | Lucas Hamilton (AUS)          | 74.              |
| 164              | Christopher Juul-Jensen (DEN) | 73.              |
| 165              | Tanel Kangert (EST)           | 112.             |
| 166              | Michael Matthews (AUS)        | 19.              |
| 167              | Mikel Nieve (ESP)             | 75.              |

| Bingoal Pauwels Sauces WB BWB | Bingoal Pauwels Sauces WB BWB | Bingoal Pauwels Sauces WB BWB |
| ----------------------------- | ----------------------------- | ----------------------------- |
| Nr.                           | Rytter                        | Placering                     |
| 171                           | Jelle Vanendert (BEL)         | 72.                           |
| 172                           | Laurens Huys (BEL)            | 125.                          |
| 173                           | Rémy Mertz (BEL)              | 84.                           |
| 174                           | Kenny Molly (BEL)             | 122.                          |
| 175                           | Mathijs Paasschens (NED)      | 123.                          |
| 176                           | Joel Suter (SUI)              | DNF                           |
| 177                           | Luc Wirtgen (LUX)             | 46.                           |

| Intermarché-Wanty-Gobert Matériaux IWG | Intermarché-Wanty-Gobert Matériaux IWG | Intermarché-Wanty-Gobert Matériaux IWG |
| -------------------------------------- | -------------------------------------- | -------------------------------------- |
| Nr.                                    | Rytter                                 | Placering                              |
| 181                                    | Loïc Vliegen (BEL)                     | 92.                                    |
| 182                                    | Jan Bakelants (BEL)                    | 81.                                    |
| 183                                    | Ludwig De Winter (BEL)                 | DNF                                    |
| 184                                    | Quinten Hermans (BEL)                  | 36.                                    |
| 185                                    | Maurits Lammertink (NED)               | 106.                                   |
| 186                                    | Lorenzo Rota (ITA)                     | 42.                                    |
| 187                                    | Kevin Van Melsen (BEL)                 | DNF                                    |

| Total Direct Énergie TDE | Total Direct Énergie TDE | Total Direct Énergie TDE |
| ------------------------ | ------------------------ | ------------------------ |
| Nr.                      | Rytter                   | Placering                |
| 191                      | Pierre Latour (FRA)      | 78.                      |
| 192                      | Mathieu Burgaudeau (FRA) | 95.                      |
| 193                      | Fabien Doubey (FRA)      | 111.                     |
| 194                      | Valentin Ferron (FRA)    | 64.                      |
| 195                      | Marlon Gaillard (FRA)    | DNF                      |
| 196                      | Fabien Grellier (FRA)    | 121.                     |
| 197                      | Julien Simon (FRA)       | 41.                      |

| Alpecin-Fenix AFC | Alpecin-Fenix AFC       | Alpecin-Fenix AFC |
| ----------------- | ----------------------- | ----------------- |
| Nr.               | Rytter                  | Placering         |
| 201               | Louis Vervaeke (BEL)    | DNF               |
| 202               | Jimmy Janssens (BEL)    | 88.               |
| 203               | Xandro Meurisse (BEL)   | 117.              |
| 204               | Kristian Sbaragli (ITA) | 51.               |
| 205               | Ben Tulett (GBR)        | 54.               |
| 206               | Otto Vergaerde (BEL)    | DNF               |
| 207               | Philipp Walsleben (GER) | DNF               |

| Gazprom-RusVelo GAZ | Gazprom-RusVelo GAZ      | Gazprom-RusVelo GAZ |
| ------------------- | ------------------------ | ------------------- |
| Nr.                 | Rytter                   | Placering           |
| 211                 | Ilnur Sakarin (RUS)      | 53.                 |
| 212                 | Sergej Tjernetskij (RUS) | 90.                 |
| 213                 | Roman Kreuziger (CZE)    | DNF                 |
| 214                 | Petr Rikunov (RUS)       | DNF                 |
| 215                 | Jevgenij Sjalunov (RUS)  | DNF                 |
| 216                 | Dmitrij Strakhov (RUS)   | 144.                |
| 217                 | Simone Velasco (ITA)     | 97.                 |

| Lotto-Soudal LTS | Lotto-Soudal LTS         | Lotto-Soudal LTS |
| ---------------- | ------------------------ | ---------------- |
| Nr.              | Rytter                   | Placering        |
| 221              | Tim Wellens (BEL)        | 24.              |
| 222              | Philippe Gilbert (BEL)   | 102.             |
| 223              | Sébastien Grignard (BEL) | 141.             |
| 224              | Tomasz Marczyński (POL)  | 91.              |
| 225              | Sylvain Moniquet (BEL)   | 85.              |
| 226              | Tosh Van der Sande (BEL) | 146.             |
| 227              | Harm Vanhoucke (BEL)     | 68.              |

| Qhubeka Assos TQA | Qhubeka Assos TQA        | Qhubeka Assos TQA |
| ----------------- | ------------------------ | ----------------- |
| Nr.               | Rytter                   | Placering         |
| 231               | Domenico Pozzovivo (ITA) | 60.               |
| 232               | Sander Armée (BEL)       | 110.              |
| 233               | Fabio Aru (ITA)          | 61.               |
| 234               | Sean Bennett (USA)       | 145.              |
| 235               | Simon Clarke (AUS)       | 32.               |
| 236               | Sergio Henao (COL)       | 77.               |
| 237               | Robert Power (AUS)       | 57.               |

| Sport Vlaanderen-Baloise SVB | Sport Vlaanderen-Baloise SVB | Sport Vlaanderen-Baloise SVB |
| ---------------------------- | ---------------------------- | ---------------------------- |
| Nr.                          | Rytter                       | Placering                    |
| 241                          | Thomas Sprengers (BEL)       | 103.                         |
| 242                          | Ruben Apers (BEL)            | 136.                         |
| 243                          | Alex Colman (BEL)            | 147.                         |
| 244                          | Rune Herregodts (BEL)        | 126.                         |
| 245                          | Julian Mertens (BEL)         | 128.                         |
| 246                          | Aaron Van Poucke (BEL)       | 93.                          |
| 247                          | Aaron Verwilst (BEL)         | DNF                          |